# Cinnyris buettikoferi
El suimanga de Sumba (Cinnyris buettikoferi) es una especie de ave paseriforme de la familia Nectariniidae.

## Distribución
Es endémica de la isla de Sumba (islas menores de la Sonda).